# Вацлав Лаурін
Вацлав Лаурін (чеськ. Václav Laurin) (27 вересня 1865, містечко Камені, Богемське королівство, Австро-Угорщина — 4 грудня 1930, Млада Болеслав, Чехословаччина) — чеський конструктор і підприємець, піонер автомобілебудування, один із засновників компанії «Лаурін і Клемент» (Laurin & Klement).

## Біографія
Народився 27 вересня 1865 року в чеському містечку Камені. З 1883 по 1886 рік навчався в ремісничому училищі в місті Млада Болеслав, потім працював на промислових підприємствах.
У 1893 році в Дрездені вивчав будову і основи експлуатації парових двигунів і здав іспити на паровозного механіка. У місті Турнов Вацлав Лаурін познайомився з Йозефом Краусом і вони разом організовують майстерню по ремонту велосипедів. Відносини компаньйонів не витримали випробування часом, і після розриву відносин з Краусом переїжджає в місто Млада Болеслав, де в 1895 році знайомиться з Вацлавом Клементом.
У вересні 1895 року міська рада міста Млада Болеслав зареєструвала нове підприємство під назвою «Лаурін і Клемент» (Laurin & Klement). Перші два роки підприємство виробляло п'ять моделей велосипедів марки Slavia.
У 1897 році, отримавши кредит в Німеччині, компаньйони придбали земельну ділянку, а в 1898 почали на цій ділянці будівництво заводу. Після розширення виробництва компанія змогла запропонувати покупцям ще три моделі велосипедів. У 1899 році була розроблена нова виробнича програма, що включала три жіночих моделі, дві чоловічі, дві — дитячі і два велосипеда-тандеми. Крім цього, покупцям пропонували модель велосипеда, у якого ланцюгова передача була замінена валом.
У 1898 році Вацлав Лаурін знайомиться з конструкцією мотоцикла братів Вернер. Мотоцикл мав привід на переднє колесо; двигун розміщувався на передній вилці. Лаурин приходить до висновку, що більш перспективною є задньоприводна комплектація з розміщеним в рамі двигуном.
Демонстрація двох моделей мотоциклів власної розробки компанії Laurin & Klement відбулася 18 листопада 1899 року. Модель А з чотиритактним двигуном об'ємом 184 см³ розвивала потужність 1,2 к.с. Для приводу заднього колеса використовувався плоский шкіряний ремінь з натяжним роликом. Система запалювання — з магнето низької напруги власної конструкції, хоча спочатку компаньйони планували купувати системи запалювання у Роберта Боша. Модель В мала двигун об'ємом 240 см³ і потужністю 1,8 к.с.
У 1902 році з'явилася модель LW з двигуном, оснащеним системою водяного охолодження. Потужність двигуна складала 4 к.с. при обсязі 633 см³.
У 1903 році вперше в світі створено мотоцикл з двоциліндровим V-подібним двигуном. Найпотужніша версія при робочому обсязі 812 см³ розвивала 5 к.с. У ходовій частині з'явилася коротковажільна передня підвіска, а роль пружного елемента виконували дві пружини, укладені у вертикальні сталеві склянки.
У 1905 році компанія Laurin & Klement серед перших в світі вивела на ринок мотоцикл з рядним чотирициліндровим двигуном (570 см³, 6 к.с.).
Також на підприємстві будували бічні коляски різних типів до своїх мотоциклів, а крім того експериментували з трьох-і чотирьохколісними транспортними засобами.
Для реклами і просування своєї продукції компанія з 1901 до 1905 року бере участь в мотогонках.
У 1910 році виробництво мотоциклів згорнули. На зміну мотоциклу прийшов автомобіль.
На Празькому автосалоні в липні 1905 був представлений автомобіль Laurin & Klement Type A. На ньому був встановлений V-образ двоциліндровий чотиритактний двигун з водяним охолодженням, обсягом 1005 см³ і потужністю 7 к.с. До кінця 1906 року було створено п'ять моделей, причому дві з них — з чотирициліндровими двигунами.
У 1912 році під технічним керівництвом Вацлава Лауріна почалося масове виготовлення легкових і вантажних автомобілів, які здобули собі популярність у всій Європі. Після закінчення Першої Світової війни і розпаду Австро-Угорської імперії підприємство, яке опинилося на території Чехословаччини, знову розпочало випуск автомобілів. Крім автомобілів, компанія випускала моторні плуги «Ексельсіор», а також авіаційні двигуни V-12 за ліцензією «Лоррен-Дітріх».
У 1925 році компанія «Лаурін і Клемент» увійшла до складу концерну «Шкода» (Skoda) з міста Пльзень і змінила назву на «Шкода». Після об'єднання підприємства Лаурін став технічним директором підприємництва, але згодом відійшов від справ.